# Ependes
Ependes là một đô thị trong huyện Sarine thuộc bang Fribourg ở Thụy Sĩ. Tên cũ tiếng Đức là Spinz.
Tên địa danh này được đề cập lần đầu năm 1140 với tên Spindes.
Lãnh thổ được mở mang năm 1977 với việc hợp nhất đô thị cũ Sales. Thiên thạch 129342 Ependes được đặt tên theo đô thị này.